# 强制许可
强制许可（或稱強制授權）是指政府强制专利、版权或其它具有排他性权利的持有人，允许政府或他人使用。通常而言，权利人根据法律，或者通过仲裁，可以得到一定特许费补偿。

## 法律依据
強制授權根據《与贸易有关的知识产权协定》而來，一般必須先向專利權所有者申請、取得「自願授權」；失敗後，才可使用「強制授權」。但這種強制授權只限於少數情況使用，是為保護專利權所有者的利益。根據規定，當發生國家緊急狀況，或「其它特別迫切情勢」，任何國家都可免除了自願授權的程序，政府有權利授權給政府機關或其他團體合法使用受保護的專利，而且並不需要專利擁有者的同意，立即要求強制授權。例如中華民國 (台灣)行政院衛生署就是以「國家緊急情況」為由提出強制授權申請的，以強制手段取得製藥授權。不過，無論是自願或強制授權，專利擁有者仍然應該得到一定的授權金，所以都還是要付給專利權所有者一筆合理費用。這個授權金可以經由法律規定或是相關仲裁來加以決定。TRIPS有關強制授權的規定主要是在第三十一章，不過TRIPS的第 1, 7, 8, 27之1, 30, 以及44.章也都有提到強制授權。
TRIPS第31章的標題是Other Use Without Authorization of the Right Holder（其他無須經專利擁有者授權之專利使用），原本內容非常多，擷錄成以下五點。
1. 各國政府可以依據其個別法律或規定，以最寬鬆的認定範圍來使用強制授權。
2. 對於第三團體使用強制授權沒有任何限制，不過必須經由一定的法律程序。
3. 在強制授權之前，必須先進行自願授權（voluntary license）的協商努力。
4. 對於專利擁有者，必須給予一定的經濟補償。
5. 強制授權生產的產品只能在國內使用。

TRIPS其它相關強制授權的規定，在此不加以累述，詳見附件1。值得注意的是，強制授權生產的產品，只能在國內使用，不能出口到國外去。對於落後國家而言根本無法加以利用，於是在2001年11月20日世界貿易組織第四次部長級會議上決定這個規定必須加以修改，通过了《关于〈TRIPS协定〉与公共健康的宣言》（WT/MIN（01）/DEC/2），肯定了发展中成员通过强制许可（compulsory license）解决公共健康问题的权利。
为了解决发展中成员因药品生产能力不足而难于实施强制许可的困难，2003年8月30日，世界貿易組織总理事会通过了《关于执行多哈〈关于〈与贸易有关的知识产权协定〉与公共健康的宣言〉第6段的决定》（WT/L/540），決議允許經強制授權製造的學名藥可以出口到缺乏生產藥物能力的國家，不過這項決議一直到2005年世界貿易組織香港會談才定案。
2005年12月8日，世界貿易組織总理事会通过了《关于〈与贸易有关的知识产权协定〉的修正案》（WT/L/641），以修改《与贸易有关的知识产权协定》的方式，解决了发展中成员通过强制许可进口仿制药品的问题。
可見的是，這項權利如果遭到濫用，對藥物專利擁有人非常不公平，於是在這個決議附加條件，規定先進國家包括歐盟國家、美國、加拿大、澳洲、紐西蘭、日本等等國家都不能使用這種方式進口經由強制授權生產的學名藥。另外中華人民共和國、中国香港、澳門、中華民國（以台澎金马个别关税领域名义）、韓國、以色列、科威特、新加坡、土耳其、以及阿拉伯聯合大公國等，也曾在2003年時聲明自願放棄以這種方式進口學名藥。

## 世界卫生组织关于强制许可的立场
強制授權在世界實際例子上與愛滋病的藥物有密切相關，尤其在非洲國家。根據聯合國世界衛生組織於2001年的統計，光在非洲南部就有二千八百萬人感染愛滋病；而在1999年到2002年之間，非洲就多出了一千五百萬個愛滋病病例，愛滋病的盛行率在某些國家甚至高達百分之三十青壯年人口。由此看來，如果不加以防止愛滋病的蔓延，許多非洲國家都將面臨亡國滅種的危機。
2003年5月，在世卫组织大会上，决定成立一专门机构，审查知识产权、创新和公共卫生之间的关系。2004年2月，WHO总干事宣布成立“知识产权、创新和公共卫生”委员会。
2006年，该委员会发布了《公共健康、创新和知识产权》的研究报告。该报告提出的建议指出，“根据《TRIPS协定》，各国应当在立法中规定使用强制许可的权利，这种权利可有利于特别促进与发展中国家特殊卫生问题直接有关的研究。”“政府有权使用强制许可来解决公共卫生和知识产权之间可能产生的矛盾，也有权决定使用的理由。”“发展中国家应当在法律中规定符合《TRIPS协定》的使用强制许可的条款，以此促进通过尽快或当地生产得到便宜的药品，也可将它作为谈判的手段。”“拥有生产和出口能力的发达国家和其他国家应采取必要的立法措施，允许根据《TRIPS协定》在出口中使用强制许可。”

## 关于实施强制许可的案例
2007年1月，泰国政府宣布，由于从西方制药公司进口药品昂贵支付不起费用，将自产和使用賽諾菲－安萬特（Sanofi-Aventis）抗凝血药“波立維”（Plavix）和亞培（Abbott）治疗艾滋病药“快利佳”（Kaletra）的仿制药。这是首个WTO成员国声明将要使用强制许可措施的案例。

## 中華民國（臺灣）相關強制授權的規定
中華民國法律中，有關強制授權的規定：

### 專利法
《專利法》上，以「特許實施權」來代替「強制授權」這個名稱。《專利法》第八十七條規定，為因應國家緊急情況、或增進公益之非營利使用、或申請人曾以合理之商業條件在相當期間內仍不能協議授權時，專利專責機關得依申請，特許該申請人實施專利權；其實施應以供應國內市場需要為主。但就半導體技術專利申請特許實施者，以增進公益之非營利使用為限。專利權人有限制競爭或不公平競爭之情事，經法院判決或公平交易委員會處分確定者，雖無前項之情形，專利專責機關亦得依申請，特許該申請人實施專利權。專利專責機關接到特許實施申請書後，應將申請書副本送達專利權人，限期三個月內答辯；屆期不答辯者，得逕行處理。特許實施權，不妨礙他人就同一發明專利權再取得實施權。特許實施權人應給與專利權人適當之補償金，有爭執時由專利專責機關核定之。特許實施權，應與特許實施有關之營業一併轉讓、信託、繼承、授權或設定質權。特許實施之原因消滅時，專利專責機關得依申請廢止其特許實施。
其他相關條文
- 第八十九條：依前條規定取得特許實施權人，違反特許實施之目的時，專利專責機關得依專利權人之申請或依職權廢止其特許實施。
- 第七十九條(舊條文)：發明專利權人應在專利物品或其包裝上標示專利證書號數，並得要求被授權人或特許實施權人為之；其未附加標示者，不得請求損害賠償。但侵權人明知或有事實足證其可得而知為專利物品者，不在此限。

除了上述對特許實施的申請條件之外，尚有以下幾點係為其之延伸，而仍然能取得特許實施權：
1. 專利權有不公平競爭之情事，經法院判決或公平交易委員會處分時。
2. 再發明專利權人與原發明之專利權人之協議破裂時。
3. 製造方法專利權人與物品專利權人之協議破裂時。

另外，對於保障專利權人之規定，可歸納如下五點：
1. 專利專責機關接到特許實施申請書後，應將申請書附本送達專利權人，且專利權人有三個月時間可進行答辯。
2. 特許實施權人應給與專利權人適當之補償金。
3. 當特許實施之原因消滅時，專利權人得依法申請終止特許實施。
4. 當特許實施人違反特許實施之目的時，專利權人得依法提出撤銷特許實施之要求。
5. 當專利權人對特許實施相關判決有不服時，得依法提起行政救濟。（特許實施權人對撤銷該特許實施權之判決有不服時，亦得依法提起行政救濟。）

### 有線廣播電視法
2017年12月6日修正公布之《有線廣播電視法》第三十三條第一項規定：「系統經營者應同時轉播依法設立無線電視電臺之節目及廣告，不得變更其形式、內容及頻道，並應列為基本頻道。但經中央主管機關許可者，得變更頻道。」同條第二項規定：「系統經營者為前項轉播，免付費用，不構成侵害著作權。」
2001年11月30日，行政院新聞局「（90）正廣五字第15662號」函示：「有關『無線電視電臺』之定義，依《廣播電視法》第二條規定，係指以無線電傳播聲音、影像，藉供公眾直接之收視與收聽，且依法核准設立之電視電臺，亦即指臺灣電視事業股份有限公司、中國電視事業股份有限公司、中華電視股份有限公司、民間全民電視股份有限公司、財團法人公共電視文化事業基金會等五家公司；並不包括利用衛星進行聲音或視訊信號之播送，以供公眾收聽或收視之『衛星廣播電視』。」

## 資料來源
- WHO（世界衛生組織）：HIV/AIDS Surveillance. http://www.who.int/hiv/pub/surveillance/en/ （页面存档备份，存于）
- 洪芊雯：《以WTO規範為基礎探討TRIPS協定關於國家緊急情況的認定機制-從我國克流感專利強制授權案出發》 國立清華大學科技法律研究所 2005。
- 賴文平：《專利法與你》 Ch10-12 永然文化 台北 2006。
- WTO：TRIPS and pharmaceutical patents.  http://www.wto.org/english/tratop_e/trips_e/pharmpatent_e.htm （页面存档备份，存于）
- WTO：Examples of health related compulsory licenses. https://web.archive.org/web/20150426144330/http://www.cptech.org/ip/health/cl/recent-examples.html
- 見《中華民國專利法》相關規定。
- 黃章典：〈克流感專利技術經強制授權〉，《理律雙月刊》九十五年三月號。